# Characidae
De karperzalmen (Characidae) zijn een vissenfamilie, behorend tot de onderorde der karperzalmen van de orde der karperzalmachtigen. De familie bestaat uit een grote groep van vissen, verspreid over Afrika, Zuid- en Midden-Amerika.
Deze familie is de grootste en de meest diverse familie van de orde Characiformes met zo'n tweeduizend soorten. Van de meeste genera en onderfamilies die zijn voorgesteld, kan het monofyletische karakter niet vastgesteld worden. Vooral genera als Hyphessobrycon, Hemigrammus en Astyanax die veel soorten bevatten, zijn aan herziening toe omdat zij vaak gedefinieerd zijn aan de hand van karakters die weinig informatief zijn binnen een filogenetisch raamwerk.

## Kenmerken
De betanding van de vis is goed ontwikkeld. Bij veel soorten is tussen de rug- en staartvin een vliezige huidplooi aanwezig, de zogenaamde vetvin. Deze vetvin wordt vaak als kenmerk van de karperzalmen genoemd, maar kan ook ontbreken. De naam karperzalm hangt samen met die vetvin, die een typisch kenmerk is van de echte zalmen. De meeste vissen uit deze familie zijn behendige zwemmers die zich meestal in scholen ophouden.

## Het houden in aquaria
Veel van de karperzalmen kunnen in aquaria gehouden worden. Veel soorten zijn in het aquarium taai en niet veeleisend. Ze behoren dan ook tot de meest populaire aquariumvissen. Karperzalmen zijn over het algemeen vreedzame vissen, die dus uitermate geschikt zijn voor het gezelschapsaquarium. De schaarse ruzies die wel voorkomen eindigen over het algemeen met imponeergedrag en zelden met beschadigde vinnen.
De meeste karperzalmen houden van veel licht, helder, zuurstofrijk water en een goede beplanting. Er moet wel voldoende vrije zwemruimte overblijven. De soorten uit de tropische oerwouden geven de voorkeur aan wat minder licht. Ze zijn ook niet zo erg warmtebehoeftig. Een donkere bodem laat de kleuren van de vis meer spreken. Aan de watersamenstelling worden geen bijzondere eisen gesteld, behalve voor de kweek.
De voeding geeft over het algemeen geen problemen. De karperzalmen accepteren zowel levend als droogvoer. Uiteraard zijn er wel uitzonderingen.
De kweek is ten dele gemakkelijk, maar kan bemoeilijkt worden door de bijzondere eisen die soms gesteld worden aan de watersamenstelling. Broedzorg komt slechts in een enkel geval voor.

## Taxonomie
De volgende onderfamilies worden onderscheiden
- Glandulocaudinae (Klierstaartzalmen)
- Serrasalminae (Piranha's)
- Crenuchinae (Grondzalmen)
- Stethaprioninae (Stekelzalmen)
- Characinae (Karperzalmen)